# Liste de dragons et serpents imaginaires

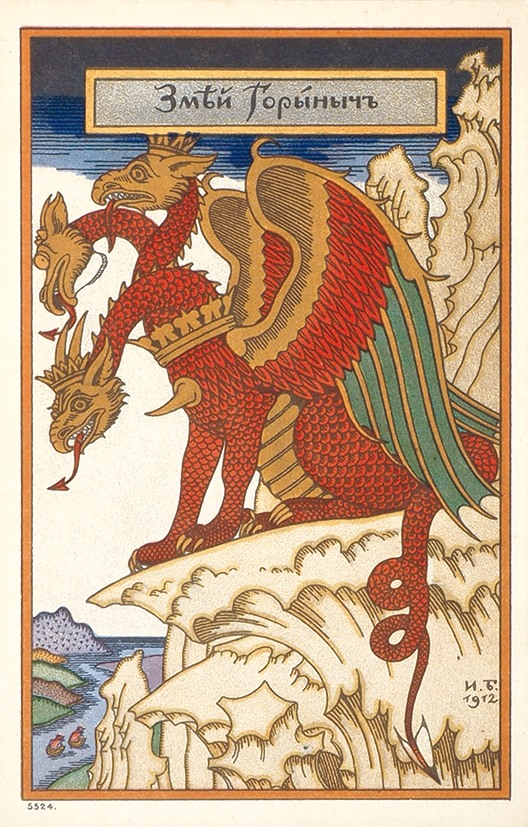
Représentation d'un dragon slave par Ivan Bilibin

Cet article présente une liste des dragons et des serpents connus que l'on retrouve dans différents contextes comme la mythologie, la littérature et le cinéma.

## Les dragons et créatures assimilées

### Dans les mythologies, légendes et folklores

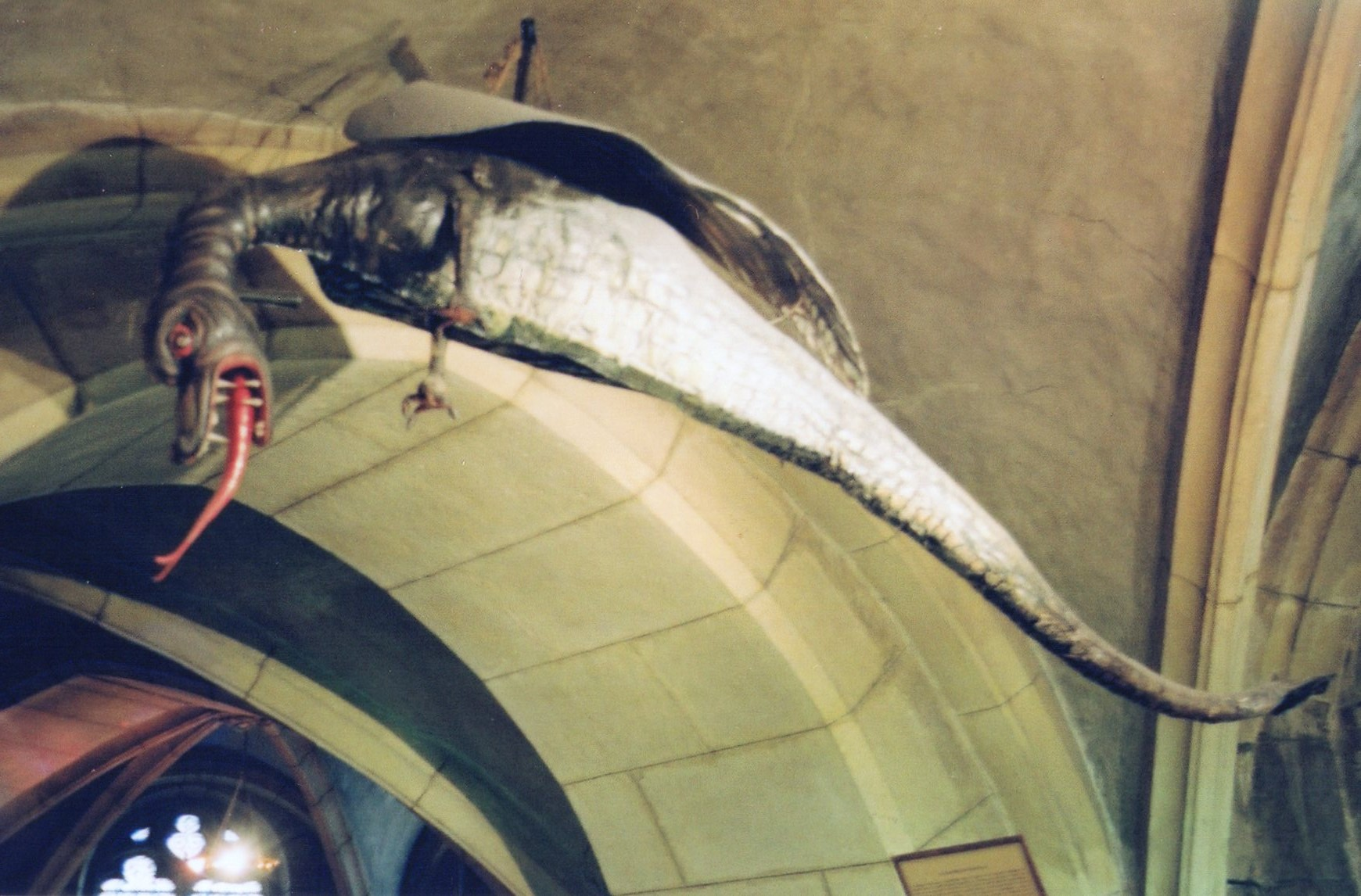
Le Graoully de Metz.

| Culture                                                      | Dénomination                                                                                                   | Description | Localisation                            |
| ------------------------------------------------------------ | --- | --- | --------------------------------------- |
| Folklore albanais                                            | Bolla (appelé également Bullar)                                                                                | | Albanie                                 |
| Folklore roumain                                             | Balaur | | Roumanie                                |
| Mythologie slave                                             | Zmeï Gorynytch ou Tchoudo-Youdo                                                                                | | Europe de l'Est                         |
| Folklore français                                            | Graoully | | Metz                                    |
| Folklore français                                            | Coulobre | | Dordogne et Vaucluse                    |
| Folklore français                                            | Vouivre | | France entière, notamment Franche-Comté |
| Folklore français                                            | La Grand'Goule                                                                                                 | | Poitiers                                |
| Folklore français                                            | Mâchecroute | | Lyon                                    |
| Folklore français                                            | La Tarasque de Tarascon                                                                                        | | Provence                                |
| Folklore français                                            | Autres dragons                                                                                                 | Dragon qui hantait au XVIIIe siècle, un souterrain de la ville et dévorait les habitants. La légende locale raconte qu'il fut tué par un soldat déserteur condamné à mort en quête de rachat[réf. nécessaire] | Niort                                   |
| Folklore français                                            | Autres dragons                                                                                                 | Le dragon du Drenec que Saint Ursin aurait attaché à une stèle | Leon                                    |
| Folklore français                                            | Autres dragons                                                                                                 | Dragon de la caverne tué par Arthur et Saint Efflam | Plestin                                 |
| Mythologie nordique                                          | Fáfnir | | Scandinavie                             |
| Folklore catalan                                             | Drac | | Pays catalans                           |
| Folklore anglais                                             | y Ddraig Goch                                                                                                  | le dragon rouge, représentant le peuple breton en lutte contre les saxons (figurés par le dragon blanc), prophétie de Merlin au chapitre 42 de l’Historia Brittonum de Nennius                                | Yorkshire                               |
| Folklore anglais                                             | Le dragon vert de Mordiford[réf. nécessaire]                                                                   | | Herefordshire                           |
| Folklore anglais                                             | Autres dragons                                                                                                 | Les dragons de la forêt de Saint Leonard[réf. nécessaire] | Sussex                                  |
| Folklore anglais                                             | Autres dragons                                                                                                 | Le dragon de Loschy Hill[réf. nécessaire] |                                         |
| Folklore irlandais                                           | Paiste, maîtrisé par saint Murrough O'Heaney de Banagher                                                       | | Dungiven                                |
| Folklore irlandais                                           | Autres dragons                                                                                                 | Dragon du Lac Muskry (Loch Bel Dracon), | Galtymore                               |
| Folklore polonais                                            | Le Dragon du Wawel                                                                                             | | Cracovie                                |
| Mythologie grecque (voir dragons dans la mythologie grecque) | Python | | Grèce antique                           |
| Mythologie chinoise                                          | Lóng Wáng, roi-dragon                                                                                          | | Chine                                   |
| Mythologie chinoise                                          | Tian-long Shen-long, Di-long, Fu-zang long, Huanglong , Panlong                                                | | Chine                                   |
| Mythologie coréenne                                          | Yong | | Corée                                   |
| Mythologie japonaise                                         | Yamata-no-Orochi, dragon à 8 têtes                                                                             | | Japon                                   |
| Mythologie japonaise                                         | Ryūjin, dieu dragon de la mer                                                                                  | | Japon                                   |
| Culture vietnamienne                                         | Rồng | | Vietnam                                 |
| Mythologie chrétienne                                        | Draco Magnus ou le Dragon rouge de l’Apocalypse dans l’Apocalypse de saint Jean dans la Bible[réf. nécessaire] | | monde                                   |

### Dans la littérature
- Ramoth, Mnementh, Ruth, Orlith, Holth, Faranth, et autres dragons issus de la série de romans La Ballade de Pern d'Anne McCaffrey.
- Glaurung, le premier des Urulóki, Ancalagon, Scatha et Smaug qui garde le trésor d'Erebor de la Terre du Milieu de J. R. R. Tolkien.
- Akulatraxas, dragonne verte, Gorgotha, dragon doré et Klauth, dragon rouge, faisant partie du monde des Royaumes oubliés.
- Drogon, Viserion et Rhaegal, les dragons de Daenerys Targaryen dans Le Trône de fer. Balerion, Méraxes et Vhagar, les dragons d'Aegon le Conquérant.
- Cœur de givre, dans le roman du même nom de Guy Bergeron.
- Boutefeu Chinois, Cornelongue Roumain, Dent-de-vipère du Pérou, Magyar à pointes, Noir des Hébrides, Norvégien à crête, Suédois à museau court, Vert gallois commun, Opalœil des antipodes, Pansdefer Ukrainien, Norbert, le dragon de Rubeus Hagrid, dans Harry Potter.
- Fuchur (Falcor, dans l'adaptation cinématographique) dans L'Histoire sans fin.
- Saphira, Firnen, Glaedr, Shruikan, Thorn dans le cycle de L'Héritage de Christopher Paolini.
- Téméraire, dragon noire chinois faisant partie de la race des célestes dans la série Téméraire.
- Tintaglia et Glasfeu, derniers rescapés de leur espèce, dans L'Assassin royal et Les Aventuriers de la mer de (Robin Hobb).
- Sintara, Mercor, Gringalette, Kalo, Relpda et Crache dans Les Cités des Anciens de Robin Hobb.
- Raimonishatralavax, dans la Trilogie de l'Orbe de Guy Bergeron.
- Oarf et Vesa, dragons de Nihal et Ido dans les Chroniques du monde émergé.
- AuRon, RuGaard, Wistala, enfants d'AuRel et d'Irelia, dans L'Âge du feu de E. E. Knight.
- Auberone et Stellan dans Les Chevaliers d'Émeraude d'Anne Robillard.
- Nacarat dans Les Heritiers d'Enkidiev d'Anne Robillard.
- Shenron et Polunga, dans Dragon Ball Z.
- Acnologia, Ignir, Grandiné, Metalicana, Jilkonis, Atlas Flame, Rivaia, Scissor Runner, Dragon de Pierre, Dragon Sombre, Belserion dans Fairy Tail.
- Chemnashaovirodaintrachivu dit maître Chem et Charmamnichirachiva dite Charm dans Tara Duncan de Sophie Audouin-Mamikonian.
- Argil, Tsunami, Comète, Sunny, Gloria, Lune claire, Winter, Péril, Triton, Qibli, Criquette, Blue et Droséra dans Les Royaumes de feu de Tui Sutherland.
- Shou-Lao est un dragon fictif apparaissant dans "Iron fist" publié par Marvel Comics.

### Dans le cinéma
- Draco dans Cœur de dragon.
- Dragon Vipère, Gronk, Hideux Braguetaure, Terreur Terrible, Cauchemar Monstrueux, Furie Nocturne, dans Dragons (How To Train Your Dragon). Ces noms désignent différentes races de dragons existantes dans le film, bien que le dragon au centre de l'intrigue se nomme Krokmou.
- Vermithrax dans Le Dragon du lac de feu (Dragonslayer).
- King Ghidorah, de la saga Godzilla.
- Mushu dans Mulan.
- Haku dans Le Voyage de Chihiro.
- Falkor dans L'histoire sans fin.
- Le Dragon Vert dans Scooby-Doo et le Sabre du samouraï.

### Dans les séries
- Aithusa, le Dragon Blanc et Kilgharrah, le Grand Dragon, dans la série télévisée Merlin.
- Grougaloragran, Adamaï, Phaéris, Shinonomé, Baltazar et Efrim dans la série animée Wakfu créée par le studio Ankama.

### En informatique et dans les jeux vidéos
- Konqi, le dragon de KDE.
- Dans le jeu video The Elder Scrolls V: Skyrim : Alduin, Paarthurnax, Odahviing, Mirmulnir, Sahloknir, Vulthuryol, Durnehviir, Krosulah, Sahrotaar, Relonikiv, Kruzikrel, Viinturuth, Nahagliiv, Vuljotnaak, dans certaines circonstances l'Aedra Akatosh et le daedra Péryite.
- Galrauch, premier des dragons du chaos de Warhammer (Realm of Chaos).
- Dans le jeu vidéo Guild Wars : Kuunavang, Rotscale, Albax, Shiny.
- Dans le jeu vidéo Guild Wars 2 : Primordius, Jormag, Zhaitan, Kralkatorrik, Mordremoth, Brill, Aurene, Vlast.
- Dans le jeu vidéo World of Warcraft : Alexstrasza, Neltarion, Nozdormu, Malygos, Ysera.
- Dans le jeu vidéo The Legend of Zelda: Breath of the Wild: Ordrac, Nedrac, Rordrac[6]

## Les serpents

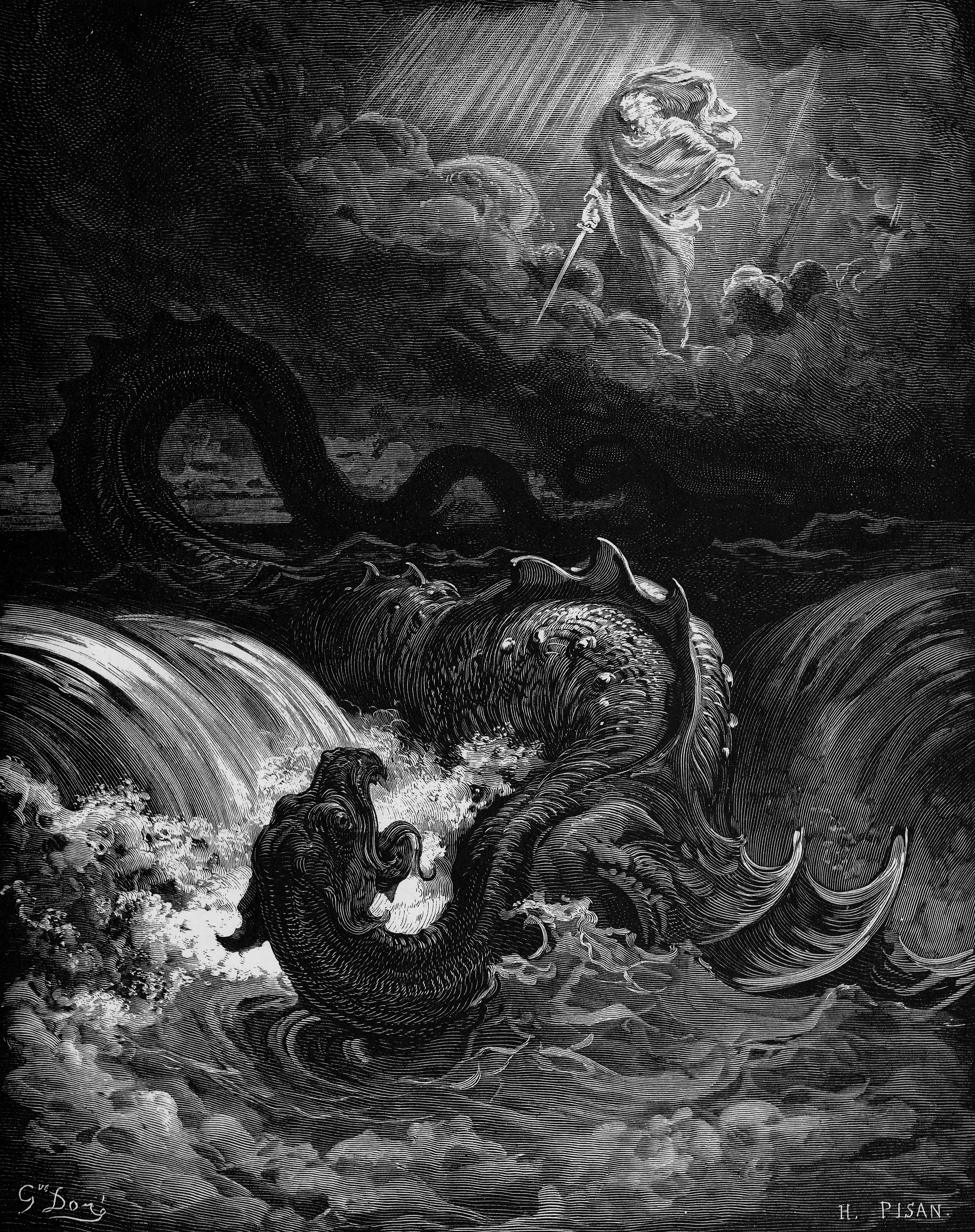
La Destruction du Léviathan

### Dans la mythologie
- Illuyankas dans la mythologie hittite
- Ayida Wedo et Damballa, divinités primordiales afro-américaines, notamment vaudou
- Apophis, mythologie égyptienne
- Aspic, folklore européen
- Bakunawa, mythologie des Philippines
- Bahamut, mythologie arabe
- Basilic, mythologie européenne
- L'Hydre de Lerne, mythologie grecque
- Ikuchi, mythologie japonaise
- Jörmungand, mythologie nordique
- Kaliya, hindouisme
- Ladon, mythologie grecque
- Léviathan, dans la Bible
- Nìdhögg, mythologie nordique
- Quetzacoatl, nom donné à l'une des incarnations du serpent à plumes
- Wagyl, Temps du rêve, mythologie des aborigènes d’Australie
- Yamata-no-Orochi, mythologie japonaise
- Azhi Dahaka, mythologie perse
- Erenkyl, mythologie yakoute
- Erensuge, mythologie basque

### Dans d'autres contextes
- Buraki dans D-War